# گورستان چغابلک خواجه باشی
قبرستان چغابلک خواجه باشی مربوط به مس و سنگ است و در شهرستان کرمانشاه، بخش ماهیدشت، دهستان ماهیدشت، ۸۰۰ متری جنوب روستای چغابلک خواجه باشی واقع شده و این اثر در تاریخ ۷ اسفند ۱۳۸۶ با شمارهٔ ثبت ۲۱۷۳۳ به‌عنوان یکی از آثار ملی ایران به ثبت رسیده است.